# Pug Horton
Joanne Barbara „Pug“ Horton (* 30. Mai 1932 in Sheffield) ist eine britische Jazz- und Blues-Sängerin.

## Leben
Pug Hortons Interesse am Blues wurde geweckt, als sie mit elf Jahren Platten von Bessie Smith hörte. 1945/46 gehörte sie als Sängerin zur Band ihres Onkels Colin Whitehead. Zwischen 1947 und 1960 arbeitete sie als Sängerin, Tänzerin, Schauspielerin und Model in Großbritannien, Kanada und den USA. 1960 begann sie mit der Band von Skip Parson wieder zu singen. Zwischen 1961 und 1974 trat sie mit der kollaborativen Jazz Cellar Six an der Ostküste der US auf. Außerdem hatte sie eine Agentur, eine eigene TV- und Radiosendung und produzierte TV-Dokumentationen. Sie hat einen Master-Abschluss in Psychologie, Soziologie und Kunstmanagement.
Später war sie mit dem Klarinettisten und Saxophonisten Bob Wilber verheiratet und trat häufig mit ihm auf (so in dem 1981 gegründeten Sextett Bechet Legacy, wie der Name sagt, in der Tradition von Sidney Bechet, und im Smithsonian Jazz Repertory Orchestra), auch auf dem North Sea Jazz Festival und dem Nice Jazz Festival.

## Diskographie (Auswahl)
- Kitchen Man, Fat Cat’s Jazz 1976
- Bob Wilber With Dave McKenna and Pug Horton: Groovin’ at the Grünewald, Phontastic 1978 (Aufnahmen im Grünewald-Raum Konzerthaus Stockholm)
- Don’t Go Away, Bodewell Records 1979, mit Milt Hinton, Sir Roland Hanna und Bob Wilber.
- Bob Wilber & Pug Horton: The Many Faces of Bob & Pug, Fat Cat’s Jazz 1977 (zusätzlich mit Tommy Benford (dr), Bill Jones (g), Steve Novosel (b))
- Bob Wilber, Dave McKenna & 'Pug' Horton Quintet: Live from London, 2 CD, Classic Jazz 2015
- Bob Wilber, Pug Horton and the Crescent City Cats – Dancing on a Rainbow, Circle

## Lexikalischer Eintrag
- Leonard Feather, Ira Gitler: The Biographical Encyclopedia of Jazz. Oxford University Press, New York 1999, ISBN 0-19-532000-X.